# Boney Point
Der Boney Point ist eine Landspitze an der Scott-Küste des ostantarktischen Viktorialands. Er liegt an der Südseite der Einfahrt zur Tripp Bay.
Das Advisory Committee on Antarctic Names benannte ihn im Jahr 2000 in Verbindung mit der Benennung des nahegelegenen Brough-Nunatak nach Lieutenant Commander Bobby E. Boney (1924–2005) von der United States Navy, Kapitän der USS Brough bei der vierten Operation Deep Freeze (1958–1959).